# Leukothea
Leukothea (grekiska, den vita gudinnan) är i grekisk mytologi namnet på den till havsgudinna förvandlade Ino, som räddar Odysseus då han på hemfärden från Kalypsos ö genom Poseidon lider skeppsbrott.